# ISO 9241
ISO 9241 — один из стандартов ISO.
Стандарт состоит из нескольких частей, покрывая множество аспектов взаимодействия человека с компьютером. Ранее он назывался «Эргономические требования при выполнении офисных работ с использованием видеодисплейных терминалов (ВДТ)», однако, в дальнейшем международная организация по стандартизации (International Organization for Standardization, ISO) поменяла его название в более общее: «Эргономика человеко-машинного взаимодействия». Переименование позволило значительно расширить целевую направленность стандарта, включив в него много новых аспектов.
После перенумерования и структуризации стандарт стал содержать следующие серии стандартов:
- Серия 100: Эргономика программного обеспечения
- Серия 200: Способы человеко-машинного взаимодействия
- Серия 300: Дисплеи и связанное оборудование
- Серия 400: Устройства ввода и их эргономические свойства
- Серия 500: Эргономика рабочего места
- Серия 600: Эргономика системного ландшафта
- Серия 700: Залы управления — прикладной аспект
- Серия 900: Тактильное взаимодействие

## ISO-9241-302, 303, 305, 307:2008 битые пиксели
В этом стандарте представлены три класса измерения дефектов пикселей в LCD-мониторах:
- Панели класса 0 полностью без дефектов, включая отсутствие битых пикселей и субпикселей.
- Панели класса 1 допускают любой или все виды дефектов:
  - 1 постоянно горящий (“белый”) пиксель
  - 1 постоянно выключенный (“чёрный”) пиксель
  - 2 единичных ярких или тёмных субпикселя
  - от 3 до 5 “белых” или “чёрных” субпикселя (зависит от числа каждого)
- Панели класса 2 допускают любой или все виды дефектов:
  - 2 полностью светлых
  - 2 полностью тёмных
  - 5-10 единичных или двойных светлых или тёмных субпикселя (опять, зависит от числа каждого; разрешено не более 5 ярких (“белых”) субпикселей).
- Панели класса 3 допускают любой или все виды дефектов:
  - 5 полностью светлых пикселей
  - 15 полностью тёмных пикселей
  - 50 единичных или двойных субпикселей

(допустимы дефекты пикселей на 1 (один) миллион в TFT/LCD матрице)